# Топологічна спряженість
У теорії динамічних систем {\displaystyle (X,f)} динамічну систему називають топологічно спряженою динамічній системі {\displaystyle (Y,g)}, якщо знайдеться такий гомеоморфізм {\displaystyle h:X\to Y}, що {\displaystyle g\circ h=h\circ f}, або, що те саме,
{\displaystyle g=h\circ f\circ h^{-1}.}
Іншими словами, (неперервна) заміна координат {\displaystyle y=h(x)} перетворює динаміку ітерацій f на X динаміку ітерацій g на Y.

## Регулярність спрягального відображення
Варто відзначити, що навіть у випадку, коли X і Y — многовиди, а відображення f і g гладкі (або навіть аналітичні), відображення h досить часто виявляється лише неперервним. Так, гладке спряження не може змінити значення мультиплікаторів у нерухомій або періодичній точці; навпаки, для структурно стійких подвоєння кола або дифеоморфізму Аносова двовимірного тора періодичні точки всюди щільні, а типове збурення змінює всі ці мультиплікатори.
Втім, поєднання гіперболічних відображень виявляється гельдеровим, а поєднання гладких або аналітичних дифеоморфізмів кола з діофантовим числом обертання також виявляється, відповідно, гладким або аналітичним.
У разі, якщо відображення h виявляється гельдеровим, ({\displaystyle C^{r}}-)гладким або аналітичним, кажуть відповідно про гельдерову, ({\displaystyle C^{r}}-)гладку або аналітичну спряженість.